# شون بود
شون بود (بالإنجليزية: Shawn Budd)‏ هو لاعب سنوكر أسترالي، ولد في 2 مارس 1974 في نيوساوث ويلز في أستراليا.